# Ana Zumarán
Ana Zumarán é uma comuna da província de Córdoba, na Argentina.